# Het Apeldoornsche Bosch
Het Apeldoornsche Bosch was een joods psychiatrisch ziekenhuis, dat van 1909 tot 1943 gevestigd was aan de Zutphensestraat te Apeldoorn. In 1943 werd de instelling door de nazi's ontruimd en werden de patiënten en het personeel gedeporteerd naar concentratiekampen en vrijwel allen vermoord.
Van 1938 tot 1943 en van 1946 tot 1966 bevond zich naast het complex het Paedagogium Achisomog ('Achisomog/אֲחִיסָמָךְ' is Hebreeuws voor "mijn broeder tot steun"), dat opvang bood aan Joodse kinderen met opvoedingsmoeilijkheden en aan zwakzinnige kinderen.

## Stichting en opening
Het Apeldoornsche Bosch en Achisomog gingen beide uit van de vereniging Centraal Israëlietisch Krankzinnigengesticht (CIK), die zich ten doel stelde Joodse geesteszieken te laten verzorgen in een Joodse omgeving. Op 24 mei 1909 werd Het Apeldoornsche Bosch geopend. Vanaf 1925 werden kinderen opgevangen in vier villa’s in Apeldoorn, tot ook voor hen op het terrein van Het Apeldoornsche Bosch een voorziening gebouwd werd, “Achisomog” geheten, die 6 september 1934 betrokken werd.

## Het Apeldoornsche Bosch

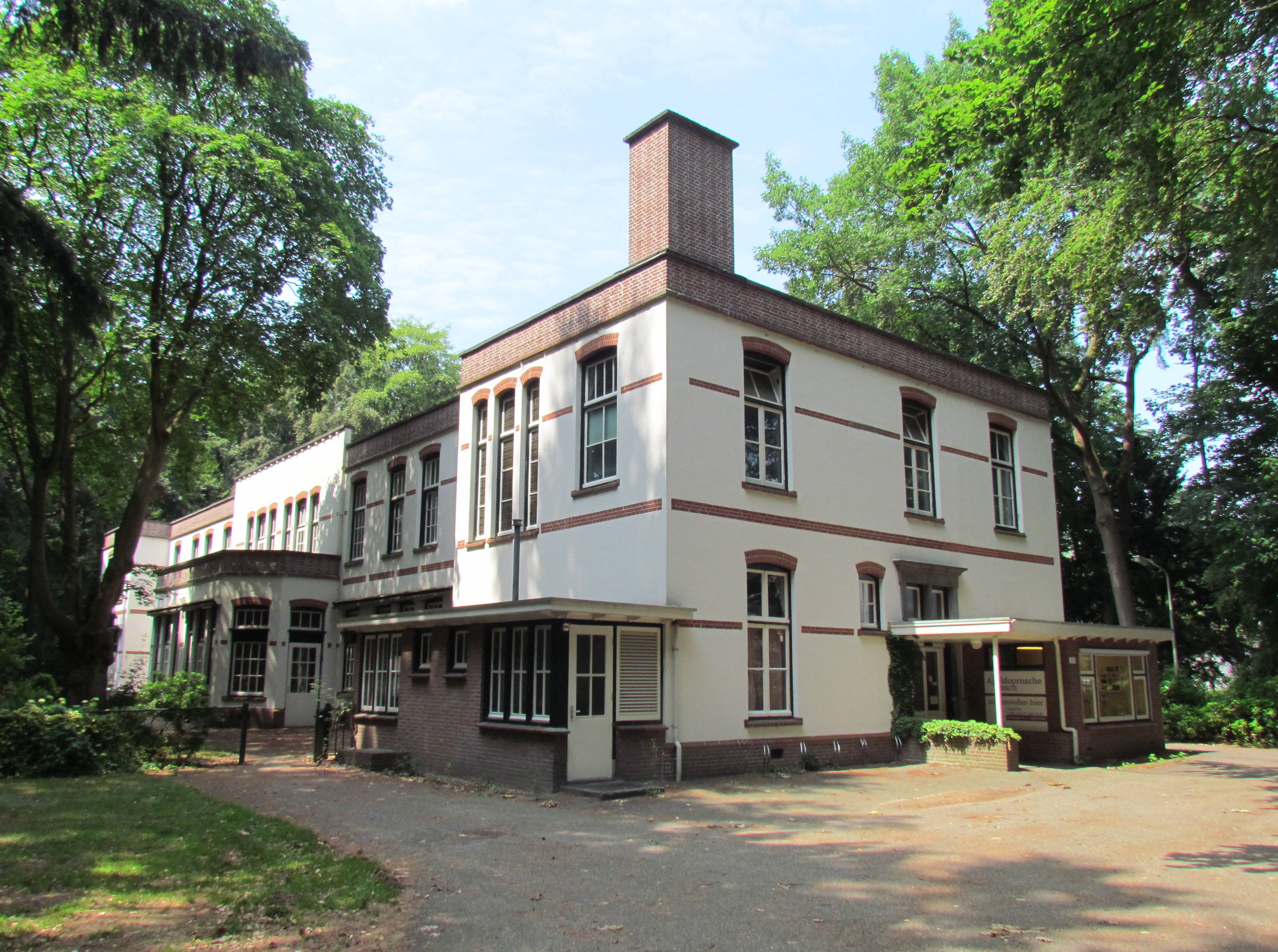
Herstellingsoord 'Hannah' (2018)

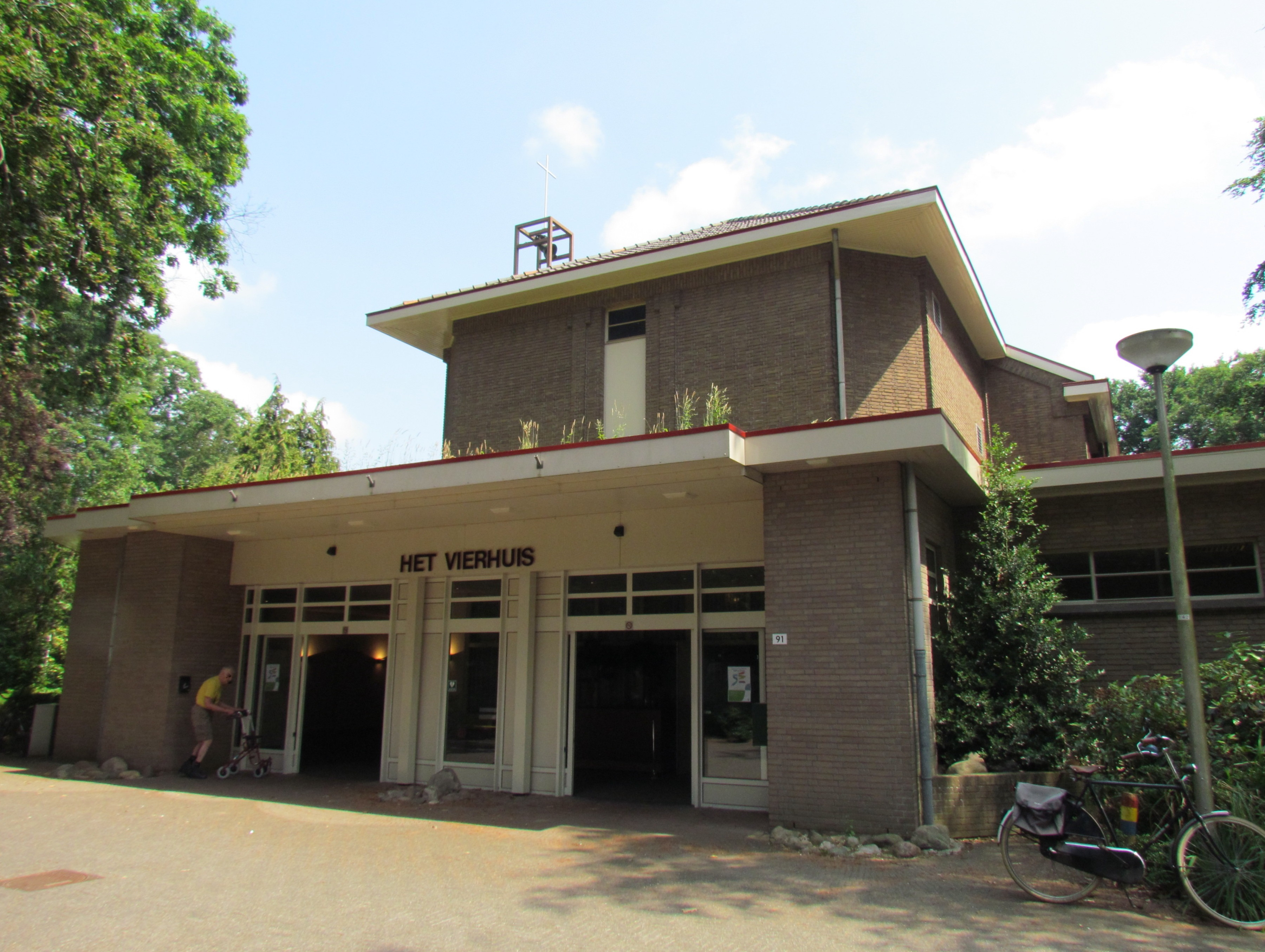
Het Ontspanningsgebouw in 2018

Geneesheer-directeur waren achtereenvolgens dr. Nico. J. Lemei van 1907 tot 1914; dr. Jan Kat van 1914 tot 1936 en ten slotte van 1936 tot 1943 dr. Jaques Lobstein. De instelling behandelde psychiatrische patiënten naar de normen en inzichten van die tijd. Zo werd in 1926 "actievere therapie" ingevoerd, een soort arbeidstherapie. Wetenschappelijk onderzoek vond plaats naar het verband tussen erfelijkheid en geestesziekte. In de verpleging werd, zoals in die tijd gebruikelijk, verschil gemaakt tussen 1e, 2e en 3e klasse, terwijl Sanatorium Rustoord als "open afdeling" weer andere zorg leverde. De rabbijn leverde godsdienstige bijstand en er werden gebedsdiensten georganiseerd in de eigen synagoge.
Voor het personeel werden de "Boschblaadjes" uitgegeven. De ontspanningsvereniging Tot Ons Vermaak spaarde honderdduizend gulden bij elkaar, waarmee in 1938 het Ontspanningsgebouw geopend werd.
De instelling groeide snel: in 1909 werkten 53 verplegenden voor 235 patiënten; in 1921 werden 542 patiënten verpleegd door 144 medewerkers. Vanaf 1939 werd de inrichting overstroomd door vluchtelingen uit Duitsland. Het officiële maximum lag toen op 762, maar zou steeds verder worden overschreden.

## Achisomog

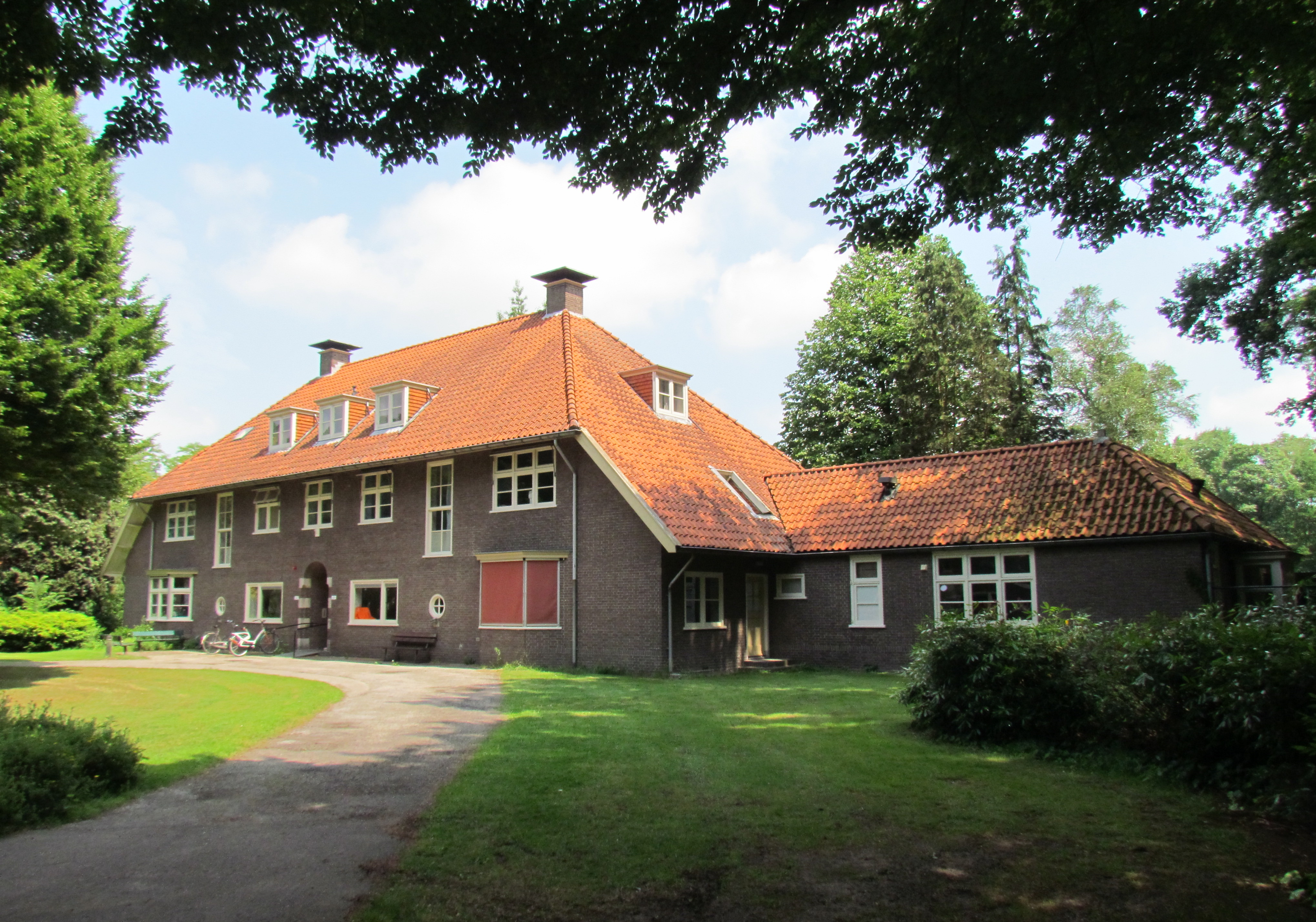
Een van de paviljoenen van Achisomog (thans 'Bosduif') in 2018

Het aantal patiëntjes van Achisomog groeide tussen 1925 en 1938 van 7 tot 74. De kinderen waren aanvankelijk afkomstig van de kinderafdeling van Het Apeldoornsche Bosch, waar, ook na de opening van Achisomog, steeds meer zwakzinnige kinderen een plek kregen. Aan deze toestand kwam pas een eind toen, een jaar na de opening van de nieuwe gebouwen (Ruben-Simeon; Naftali-Zebulon en Efraïm-Manasse) van Achisomog (op het terrein van Het Apeldoornsche Bosch) een vierde paviljoen Benjamin, huisvesting ging bieden aan dertig van deze kinderen. Benjamin werd tot in de jaren 90 van de 20e eeuw gebruikt voor school en dag/uuractiviteiten en is in het begin van deze eeuw afgebrand. De overige gebouwen hebben nu de namen Fazant, Bosduif en Appelvink.
Achisomog stond onder leiding van het hoofd van het internaat, een verpleegkundige die "tante" genoemd werd, onder supervisie van de geneesheer-directeur van Het Apeldoornsche Bosch. Vanaf 1930 was de onderwijzer Philip Fuldauer onderdirecteur. Om de kinderen ontspanning en plezier te bieden werd de vereniging Lesammeiag Hajeled opgericht. In 1938 kwam prinses Juliana op bezoek.

## Tweede Wereldoorlog
In de eerste jaren van de Tweede Wereldoorlog steeg het aantal opgenomen patiënten tot 1181 in 1943 doordat Joodse patiënten op last van de bezetter niet meer in niet-Joodse instellingen mochten worden opgenomen en men bovendien meende hier beschermd te zijn tegen deportatie. In 1942 was er even een tekort aan personeel, toen men door de Duitsers gedwongen werd al het niet-Joodse personeel te ontslaan, maar al snel meldden zich veel Joodse medewerkers aan, onder wie Eli Asser en zijn toekomstige vrouw Eva Croiset, tot er in 1943 330 personeelsleden waren.
Aanvankelijk leek het erop dat de nazi’s Het Apeldoornsche Bosch ongemoeid zouden laten; in Apeldoorn sprak men van de "Jodenhemel". Woensdag 20 januari 1943 verscheen echter de Ordedienst van Kamp Westerbork en op het station van Apeldoorn werd een goederentrein met 40 wagons gereed gemaakt. De helft van het personeel is in die nacht gevlucht en ondergedoken. In de nacht van donderdag 21 op vrijdag 22 januari 1943 werden alle patiënten in vrachtwagens naar de gereedstaande goederentrein gebracht.
De trein vertrok de volgende ochtend en bracht bijna 1100 patiënten en 51 personeelsleden rechtstreeks naar Auschwitz, waar de patiënten bij aankomst direct zijn gedood. Het resterende, in Apeldoorn gebleven personeel, is samen met de laatste ruim honderd Joodse Apeldoorners in een gewone trein naar Kamp Westerbork gebracht en werd vandaar uit gedeporteerd. In totaal zijn meer dan 1400 mensen die op 21 januari op het terrein van de instelling aanwezig waren weggevoerd.

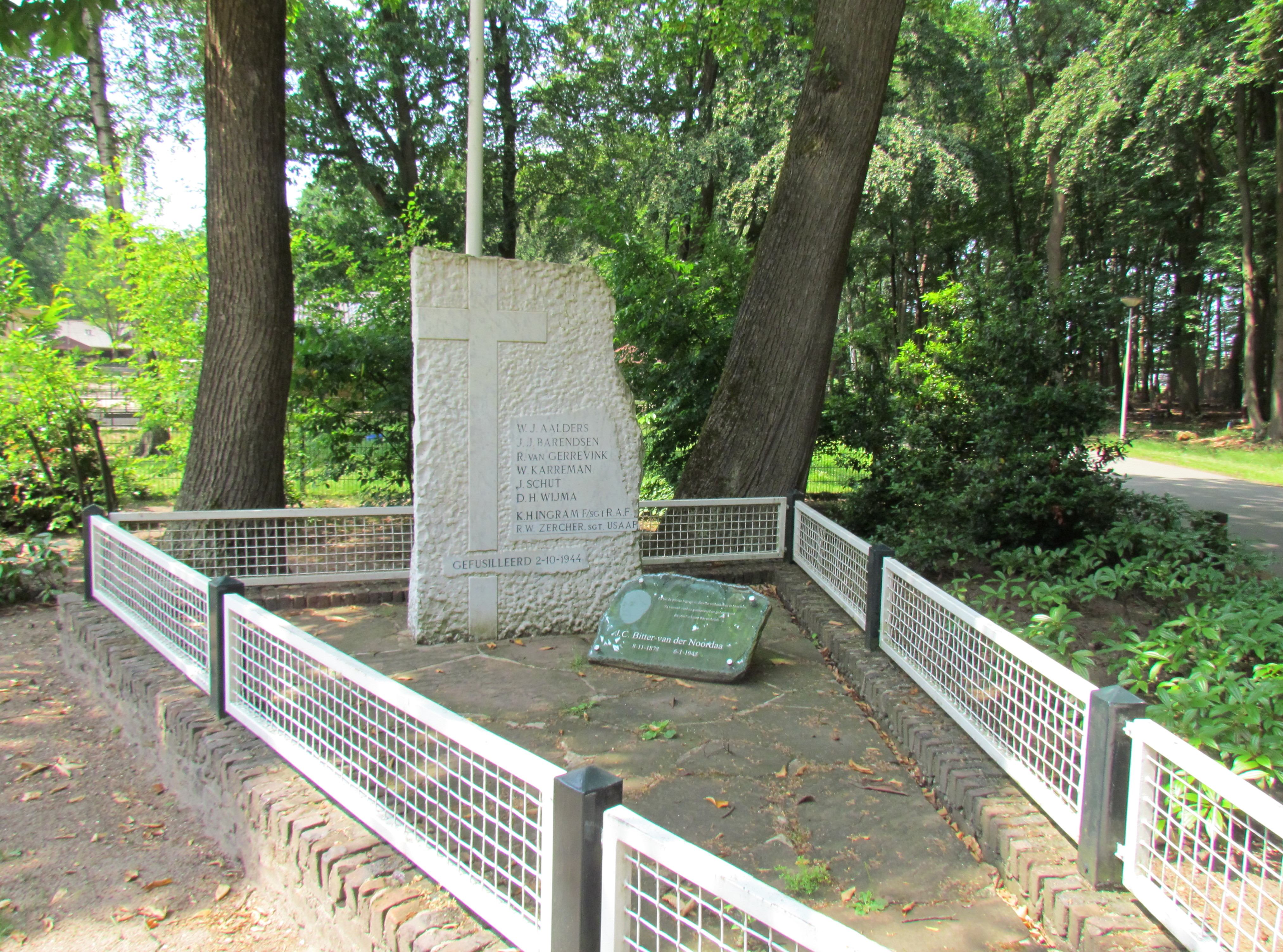
Monument voor de op 2 oktober 1944 gefusilleerden

Na de deportatie van de patiënten en personeelsleden werd het terrein van Het Apeldoornsche Bosch en Achisomog een Erholungsheim voor de Waffen-SS. Op 2 oktober 1944 werd het terrein gebruikt voor de standrechtelijke executie van zes leden van de Verzetsgroep Narda en twee door hen verborgen geallieerde piloten.
Na de bevrijding werden tot 1946 Canadese verbindingstroepen in de gebouwen gelegerd.

## Heroprichting zorgcentrum

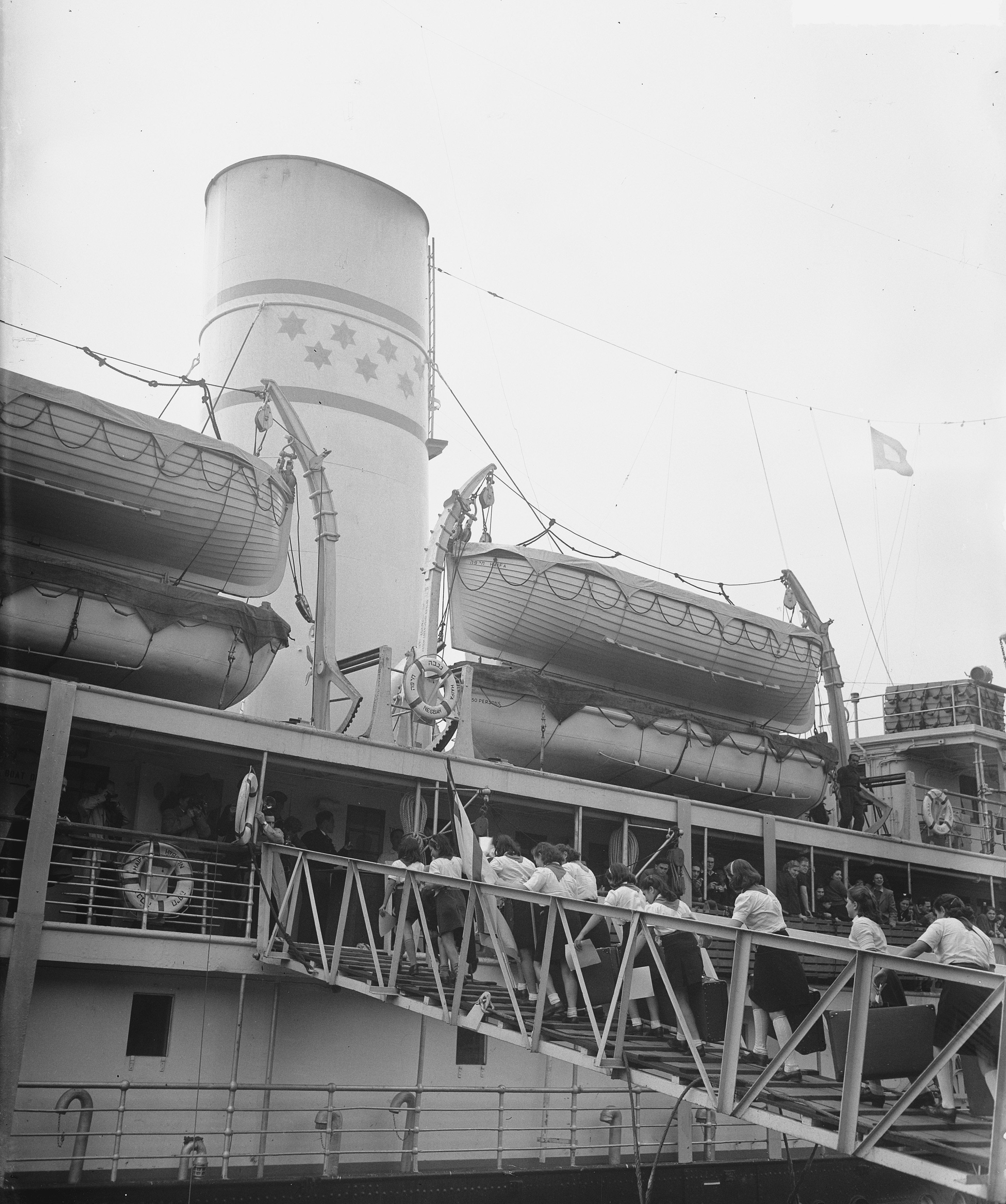
Roemeense Joodse kinderen vertrekken op 6 oktober 1948 vanuit het Apeldoornsche Bosch met het schip de SS Negbah vanuit de Javakade in Amsterdam naar Tel Aviv in Israël

In 1946 startte Philip Fuldauer (die door zijn gemengde huwelijk gered was), Paedagogium Achisomog weer op, waaraan hij leiding bleef geven tot het in 1966 opging in het Sinai Centrum te Amersfoort.
Van 1947 tot 1948 werden 500 verweesde Joodse kinderen uit kampen in Roemenië opgevangen in Het Apeldoornsche Bosch, dat voor de gelegenheid een Hebreeuwstalige kibboets (Ilaniah) was geworden. Na de onafhankelijkheid van Israël zijn deze kinderen daarnaartoe geëmigreerd, de meeste met het schip Negbah.
Het terrein van Het Apeldoornsche Bosch was veel te groot geworden voor de gedecimeerde Joodse bevolking. Het CIK, omgedoopt tot Joodse Geestelijke Gezondheidszorg, opende in 1962 het veel kleinere Sinai Centrum te Amersfoort, dat met name deskundig is op het gebied van traumazorg. Het terrein van Het Apeldoornsche Bosch werd via de overheid verkocht aan wat nu de 's Heeren Loo zorggroep is, die er in 1952 Groot Schuylenburg, een christelijk centrum voor mensen met een verstandelijke beperking, opende en in 1966 ook de grond, gebouwen en enkele patiënten van het ernaast gelegen Achisomog overnam.

## Monumenten
Op 27 mei 2009 werden op het terrein twaalf herinneringstekens onthuld ter nagedachtenis aan zowel de deportatie als de zorg die in de jaren daarvóór werd verleend aan de bewoners. Een van de weinige overlevenden van het oorlogsdrama onthulde het eerste van de tekens. In december 2009 kregen wegen en paden op het terrein officiële straatnamen, die vaak herinneren aan Het Apeldoornsche Bosch: Lemeilaan, Laan van Achisomog, Hannahlaan, Rustoordlaan, Lobsteinlaan, Fuldauerlaan, Benjaminlaan enzovoorts.

## Herinneringscentrum
In 2020 vond de opening plaats van het herinneringscentrum. Het centrum bevindt zich in de voormalige woning van Philip Fuldauer (directeur van de kinder- en jeugdafdeling van Het Apeldoornsche Bosch). Het herinneringscentrum herinnert aan de nacht van 21 op 22 januari 1943. Middels 7 tentoonstellingen zijn de ingrijpende verhalen te zien van Philip Fuldauer, Nathan Barzilai, Pauline Vomberg, Nan en Elly van Creveld, Greta Swart, Mischa Hillesum en Sal van Son.
In 2021 is besloten tot een uitbreiding van het Herinneringscentrum, om naast de tentoonstellingsruimte in de dokterswoning ook een zaal voor presentaties, een garderobe, sanitaire voorzieningen en een vergaderplek aan te leggen. Dit bleken noodzakelijke aanvullingen voor een goed functioneren. Gelukkig blijkt de belangstelling voor de geschiedenis van het Apeldoornsche Bosch, en voor hetgeen we daarvan voor het heden kunnen leren, groot te zijn en nog steeds groeiende. Aan MTB Architecten is gevraagd een plan te ontwerpen waarin de dokterswoning deel uit gaat maken van een van buiten af ook als zodanig herkenbaar herinneringscentrum.